# Saint-Perdoux (Lot)
Saint-Perdoux (okzitanisch: Sant Perdós) ist eine südfranzösische Gemeinde mit 202 Einwohnern (Stand 1. Januar 2022) im Département Lot in der Region Okzitanien (zuvor Midi-Pyrénées). Sie gehört zum Arrondissement Figeac und zum Kanton Figeac-2. Die Einwohner werden Saint-Perdoussiens genannt.

## Lage
Saint-Perdoux liegt in den südwestlichen Ausläufern des Zentralmassivs in der Kulturlandschaft des Quercy. Umgeben wird Saint-Perdoux von den Nachbargemeinden Cardaillac im Norden und Westen, Prendeignes im Osten und Nordosten, Viazac im Süden und Südosten sowie Planioles im Südwesten.

## Bevölkerungsentwicklung
| Jahr      | 1962 | 1968 | 1975 | 1982 | 1990 | 1999 | 2006 | 2011 | 2018 |
| Einwohner | 254  | 235  | 217  | 206  | 206  | 204  | 202  | 196  | 211  |

Quellen: Cassini und INSEE

## Wirtschaft
Im Haut-Quercy wurde die Landwirtschaft jahrhundertelang in erster Linie zur Selbstversorgung betrieben, zu der bis ins 19. Jahrhundert hinein auch der Weinbau gehörte, der aber nach der Reblauskrise nahezu gänzlich aufgegeben wurde. Heute spielt – neben der Vieh- und Geflügelzucht – der Tourismus in Form der Vermietung von Ferienwohnungen (gîtes) eine große Rolle im Wirtschaftsleben der Gemeinde.

## Sehenswürdigkeiten
- Kirche Saint-Perdoux aus dem 12. Jahrhundert, seit 1926 Monument historique

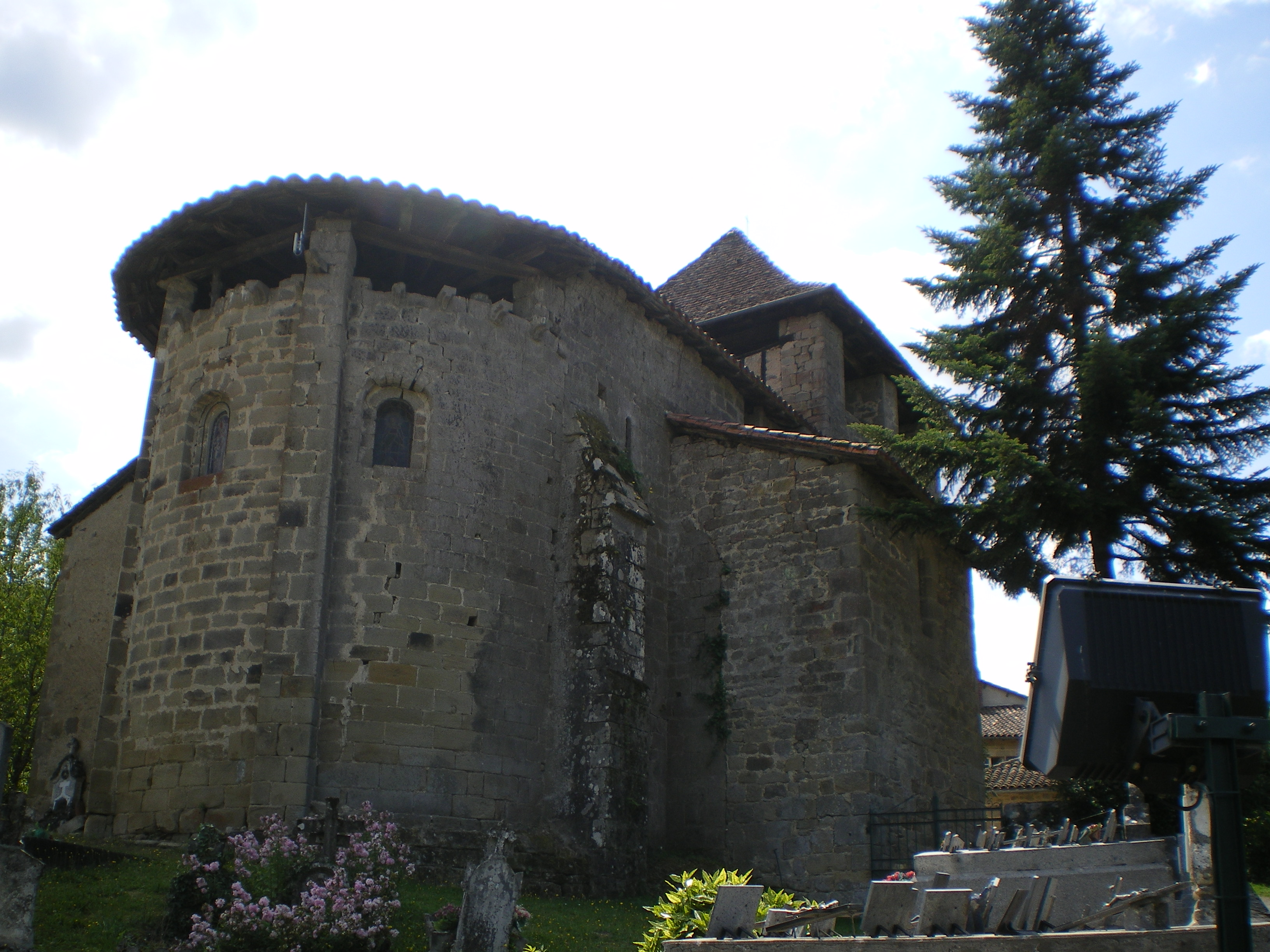
Kirche Saint-Perdoux